# كلايبول (إنديانا)
كلايبول (بالإنجليزية: Claypool, Indiana)‏ هي بلدة أمريكية تقع في الولايات المتحدة في مقاطعة كوسيوسكو (إنديانا). يقدر عدد سكانها بـ 431 نسمة ومساحتها 0.65 كم2 وترتفع عن سطح البحر 271 متر.

## التركيبة السكانية
قام مكتب تعداد الولايات المتحدة بتحديد بيانات التركيبة السكانية لكلايبول في تعداد الولايات المتحدة. في ما يلي، التركيبة السكانية حسب تعدادي 2000 و2010.

### تعداد عام 2000
بلغ عدد سكان كلايبول 311 نسمة بحسب تعداد عام 2000، وبلغ عدد الأسر 112 أسرة وعدد العائلات 88 عائلة مقيمة في البلدة. في حين سجلت الكثافة السكانية 861.7 نسمة لكل ميل مربع (332.7/كم2). وبلغ عدد الوحدات السكنية 127 وحدة بمتوسط كثافة قدره 351.9 نسمة لكل ميل مربع (135.9/كم2).
وتوزع التركيب العرقي للبلدة بنسبة 97.75% من البيض و 0.96% من الأمريكيين الأصليين و 0.32% من عرقين مختلطين أو أكثر.
بلغ عدد الأسر 112 أسرة كانت نسبة 41.1% منها لديها أطفال تحت سن الثامنة عشر تعيش معهم، وبلغت نسبة الأزواج القاطنين مع بعضهم البعض 58.9% من أصل المجموع الكلي للأسر، ونسبة 13.4% من الأسر كان لديها معيلات من الإناث دون وجود شريك، وكانت نسبة 21.4% من غير العائلات. تألفت نسبة 17.0% من أصل جميع الأسر من أفراد ونسبة 7.1% كانوا يعيش معهم شخص وحيد يبلغ من العمر 65 عاماً فما فوق. وبلغ متوسط حجم الأسرة المعيشية 3.15، أما متوسط حجم العائلات فبلغ 2.78.
بلغ العمر الوسطي للسكان 32 عاماً. وكانت نسبة 29.3% من القاطنين تحت سن الثامنة عشر، وكانت نسبة 10.6% بين الثامنة عشر والأربعة وعشرون عاماً، ونسبة 29.6% كانت واقعةً في الفئة العمرية ما بين الخامسة والعشرون حتى والأربعة وأربعون عاماً، ونسبة 19.0% كانت ما بين الخامسة والأربعون حتى الرابعة والستون، ونسبة 11.6% كانت ضمن فئة الخامسة والستون عاماً فما فوق. يوجد لكل 100 أنثى 99.4 ذكر، ويوجد لكل 100 أنثى في الثامنة عشر من عمرها فما فوق 96.4 ذكر.
بلغ متوسط دخل الأسرة في البلدة 33,833 دولار، أما متوسط دخل العائلة فبلغ 34,792 دولار. وكان متوسط دخل الذكور 29,583 دولار مقابل 18,333 دولار للإناث. وسجل دخل الفرد الخاص بالبلدة 12,021 دولار. وكانت نسبة 7.9% من العائلات ونسبة 9.5% من السكان تحت خط الفقر، وكان من هؤلاء نسبة 8.0% تحت سن الثامنة عشر ونسبة 11.1% في الخامسة والستين من العمر وما فوق.

### تعداد عام 2010
بلغ عدد سكان كلايبول 431 نسمة بحسب تعداد عام 2010، وبلغ عدد الأسر 155 أسرة وعدد العائلات 115 عائلة مقيمة في البلدة. في حين سجلت الكثافة السكانية 1,795.8 نسمة لكل ميل مربع (693.4/كم2). وبلغ عدد الوحدات السكنية 176 وحدة بمتوسط كثافة قدره 733.3 لكل ميل مربع (283.1/كم2).
وتوزع التركيب العرقي للبلدة بنسبة 95.1% من البيض و 0.7% من الأمريكيين الأصليين و 0.9% من الأمريكيين ذوي الأصول الآسيوية و 0.2% من الأمريكيين الأفارقة و 1.6% من عرقين مختلطين أو أكثر.
بلغ عدد الأسر 155 أسرة كانت نسبة 37.4% منها لديها أطفال تحت سن الثامنة عشر تعيش معهم، وبلغت نسبة الأزواج القاطنين مع بعضهم البعض 51.6% من أصل المجموع الكلي للأسر، ونسبة 14.2% من الأسر كان لديها معيلات من الإناث دون وجود شريك، بينما كانت نسبة 8.4% من الأسر لديها معيلون من الذكور دون وجود شريكة وكانت نسبة 25.8% من غير العائلات. تألفت نسبة 20.0% من أصل جميع الأسر من أفراد ونسبة 5.1% كانوا يعيش معهم شخص وحيد يبلغ من العمر 65 عاماً فما فوق. وبلغ متوسط حجم الأسرة المعيشية 3.13، أما متوسط حجم العائلات فبلغ 2.78.
بلغ العمر الوسطي للسكان 33 عاماً. وكانت نسبة 26.7% من القاطنين تحت سن الثامنة عشر، وكانت نسبة 11.2% بين الثامنة عشر والأربعة وعشرون عاماً، ونسبة 27.8% كانت واقعةً في الفئة العمرية ما بين الخامسة والعشرون حتى والأربعة وأربعون عاماً، ونسبة 23.9% كانت ما بين الخامسة والأربعون حتى الرابعة والستون، ونسبة 10.4% كانت ضمن فئة الخامسة والستون عاماً فما فوق. وتوزع التركيب الجنسي للسكان بنسبة 50.3% ذكور و49.7% إناث.